# سن يفيان
سن يفيان (بالصينية: 孙一凡) هو لاعب كرة قدم صيني في مركز الدفاع، ولد في 1 مايو 1989 في هاربن في الصين. لعب مع نادي غويزهو رينهي.

## وصلات خارجية
- سن يفيان على موقع قاعدة بيانات كرة القدم.إي يو (الإنجليزية)
- سن يفيان على موقع Soccerway.com (الإنجليزية)